# Fort Collins (episodio de South Park)
«Fort Collins» es el sexto episodio de la vigésima temporada de la serie animada de televisión norteamericana South Park. Es el episodio número 273 de la serie y fue escrito y dirigido por el cocreador de la misma Trey Parker. Se estrenó en Estados Unidos el 25 de octubre de 2016 en el canal Comedy Central.

## Trama
A raíz del éxito de Gerald Broflovski y su amigo troll de Internet Dildo Schwaggins en Dinamarca, Schwaggins lleva a su equipo a la casa de los Broflovski para celebrarlo. Sin embargo, a pesar de haberse obsesionado con el troleo, Gerald está molesto porque los trolls quieren que su relación con él continúe y crezca, lo que lo lleva a rechazar airadamente los repetidos intentos de Schwaggins de construir una amistad real.
Heidi Turner y Cartman le muestran a Kyle un tablón de anuncios en la habitación de Heidi, donde dedujo a través del análisis de emojis que Skankhunt42 era en realidad el padre de uno de los estudiantes, aunque nunca descubrió su identidad antes de que se viera obligada a desconectarse. Usando los métodos de Heidi, los daneses activan su sitio web de identificación de trolls conocido como Troll Trace y apuntan a uno de los miembros del equipo de trolls en la ciudad de Fort Collins (Colorado), publicando todos los historiales de Internet de sus ciudadanos en el proceso. A medida que la ciudad se derrumba por el caos, el troll de Fort Collins es quemado vivo por el padre de una de sus víctimas.
Cuando Gerald descubre que los daneses están cerca de descubrirlo, entra en pánico y le ruega ayuda a Schwaggins, pero Schwaggins rechaza a Gerald por despreciar su amistad. Cuando Cartman visita a Kyle para tratar de que se disculpe por supuestamente ofender a Heidi por no ser gracioso, Kyle sugiere abiertamente que usaría Troll Trace para revelar el pasado intolerante de Cartman y enviar la información a Heidi. Cartman le miente a Heidi sobre su pasado, específicamente sobre su reacción negativa al elenco femenino del remake de Los Cazafantasmas, pero a pesar de sus garantías, le preocupa que eventualmente se entere.
Randy Marsh y el Sr. Garrison descubren que no pueden matar a los miembros, que están usando sus habilidades nostálgicas para influir en el público para que vote por Garrison en lugar de Hillary Clinton. Los ayudantes de Clinton también están preocupados por la posible publicación de sus actividades en Internet debido a Troll Trace, y sugieren que solo Skankhunt42 puede ayudarla. Randy convence a Garrison de hacer un último discurso "desde el corazón" para convencer a sus seguidores de que apoyen a Clinton. Sin embargo, las bayas miembros se han vuelto inteligentes e intentan contrarrestar el sabotaje de Garrison infestando a su compañera de fórmula, Caitlyn Jenner.